# الضرائب في ألمانيا

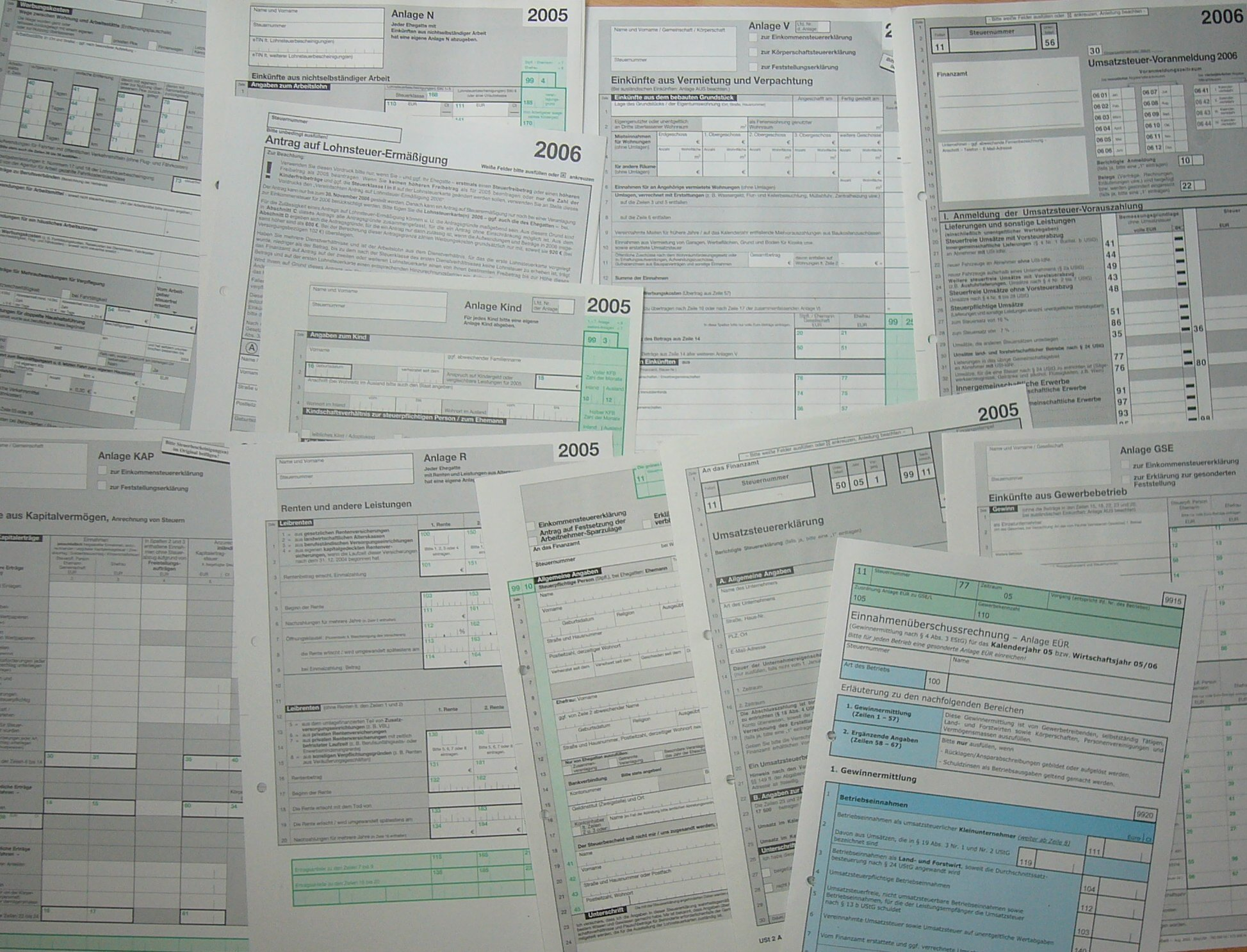

قانون الضرائب في ألمانيا (بالألمانية: Steuerrecht) هو جزء من القانون العام، ويختص بتنظيم تحديد أو تقرير الضرائب وتحصيلها أو جبايتها، وفي ألمانيا يتم تحديد معظم الضرائب من قبل كلا الحكومة الاتحادية وحكومة الولاية، ويمكن للبلديات والمقاطعات سن قوانين ضريبية خاصة بها؛ عمليا فإن حوالي 95% من الضرائب مفروضة من على مستوى الحكومة الاتحادية المركزية.
يمكن تأصيل كلمة (بالألمانية: Steuer) وتعني الضريبة من كلمة stiura في اللغة الألمانية العليا القديمة، هي تعني «دعم»، «مساندة» أو «مساعدة». وبحسب التعريف القانوني الوارد في المادة §3 من قانون الإيرادات (بالألمانية: Abgabenordnung (AO)) فإن الضرائ هي مدفوعات:
- ليست مقابل خدمة خاصة/معينة و/
- محددة من جسم مجتمعي يحدده القانون العام (الفيدرالي/الاتحادي، الولاية، المقاطعة أو البلدية)
- بهدف توليد الدخل
- تفرض على كُل من تنطبق عليه شروط التي يُلزم القانون فيها تلك المدفوعات.

تعتبر رسوم الإستيراد والتصدير بحسب المادة 4 رقم 10 و11 من مدونة الجمارك (بالألمانية: Zollkodexes).

## تخفيضات ضريبية كبيرة ودعم حتى العام 2028
كشفت الحكومة الألمانية في نوفمبر 2023 عن خطة ضخمة تهدف إلى تقليص كلفة الكهرباء على قطاع الصناعة من خلال تخفيضات ضريبية كبيرة ودعم حتى العام 2028.
وأثّرت التعرفة المرتفعة على الصناعة في ألمانيا، أكبر اقتصاد في الاتحاد الأوروبي، والتي تعاني من صعوبات منذ أشهر عدة.
وتنص الخطة التي تكلف قرابة 12 مليار يورو في 2024 فقط على خفض الضريبة على الكهرباء بشكل كبير في قطاع الصناعة، من خلال تخفيضها من 1.537 سنت لكل كيلووات/ساعة إلى الحد الأدنى الأوروبي البالغ 0.05 سنت لكل كيلووات/ساعة، بحسب بيان أصدرته الحكومة.